# Kanada i olympiska sommarspelen 1912

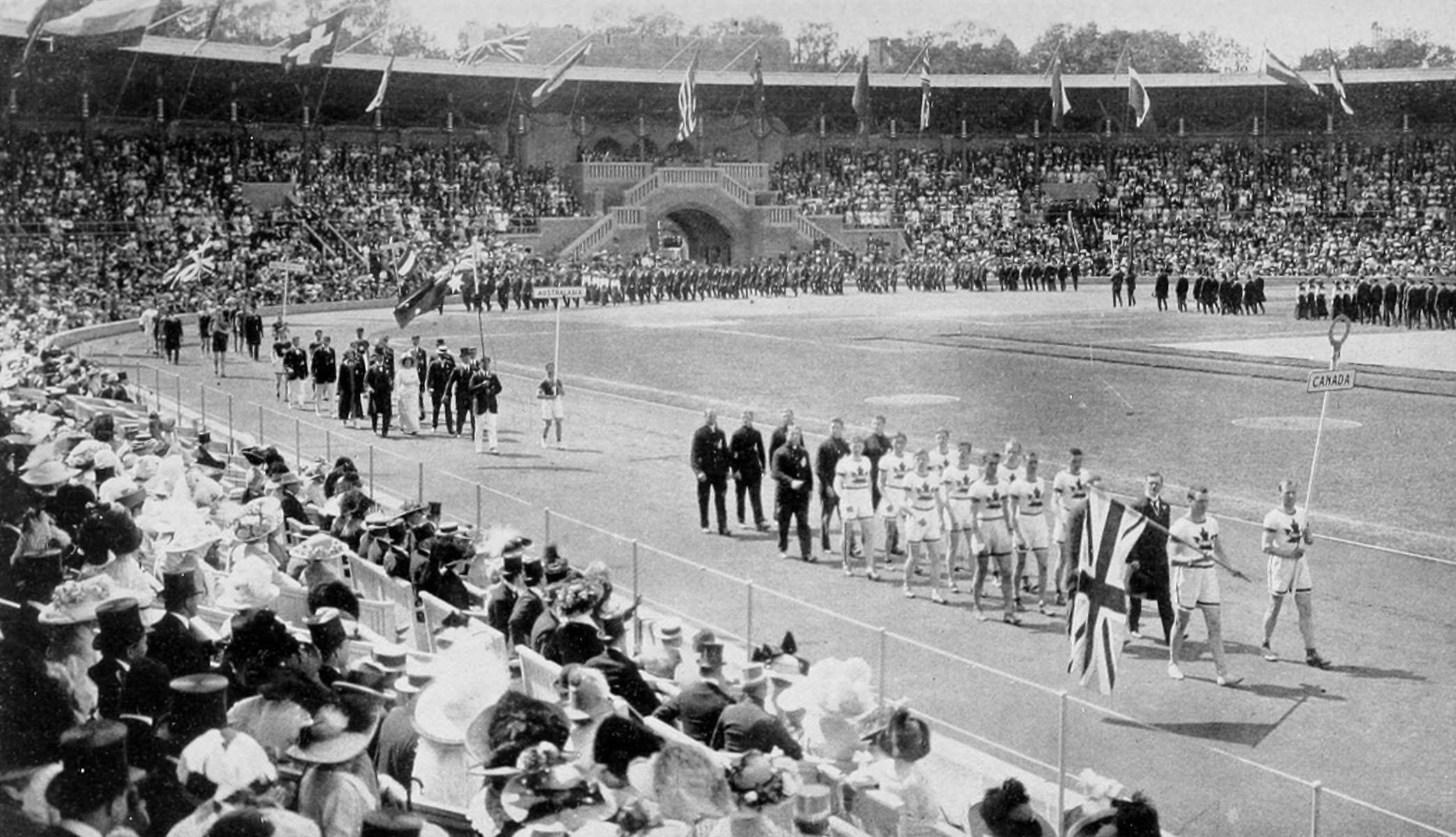
Kanada i olympiska sommarspelen 1912

Kanada deltog med 37 deltagare vid de olympiska sommarspelen 1912 i Stockholm. Totalt vann de tre guldmedaljer, två silvermedaljer och tre bronsmedaljer.

## Medaljer

### Guld
- George Goulding - Friidrott, 10 kilometer gång.
- George Hodgson - Simning, 400 meter frisim.
- George Hodgson - Simning, 1500 meter frisim .

### Silver
- Duncan Gillis - Friidrott, släggkastning.
- Calvin Bricker - Friidrott, längdhopp.

### Brons
- William Halpenny - Friidrott, stavhopp.
- Frank Lukeman - Friidrott, femkamp.
- Everard Butler - Rodd, singelsculler.